# 刘迪之
刘迪之（？—453年5月26日），南朝宋宗室。宋文帝刘义隆的孙子，太子刘劭的次子。元嘉三十年二月廿一，刘劭弑杀父亲刘义隆，称皇帝，立太子妃殷氏为皇后，四月廿七日，立长子刘伟之为太子。但是，史书没有记载对刘迪之、刘彬之的册封。五月初三，刘劭之弟刘骏攻克建康，杀死了刘劭、殷皇后、刘伟之及刘迪之、刘彬之，即位为皇帝，就是宋孝武帝。